# Albert Christophle

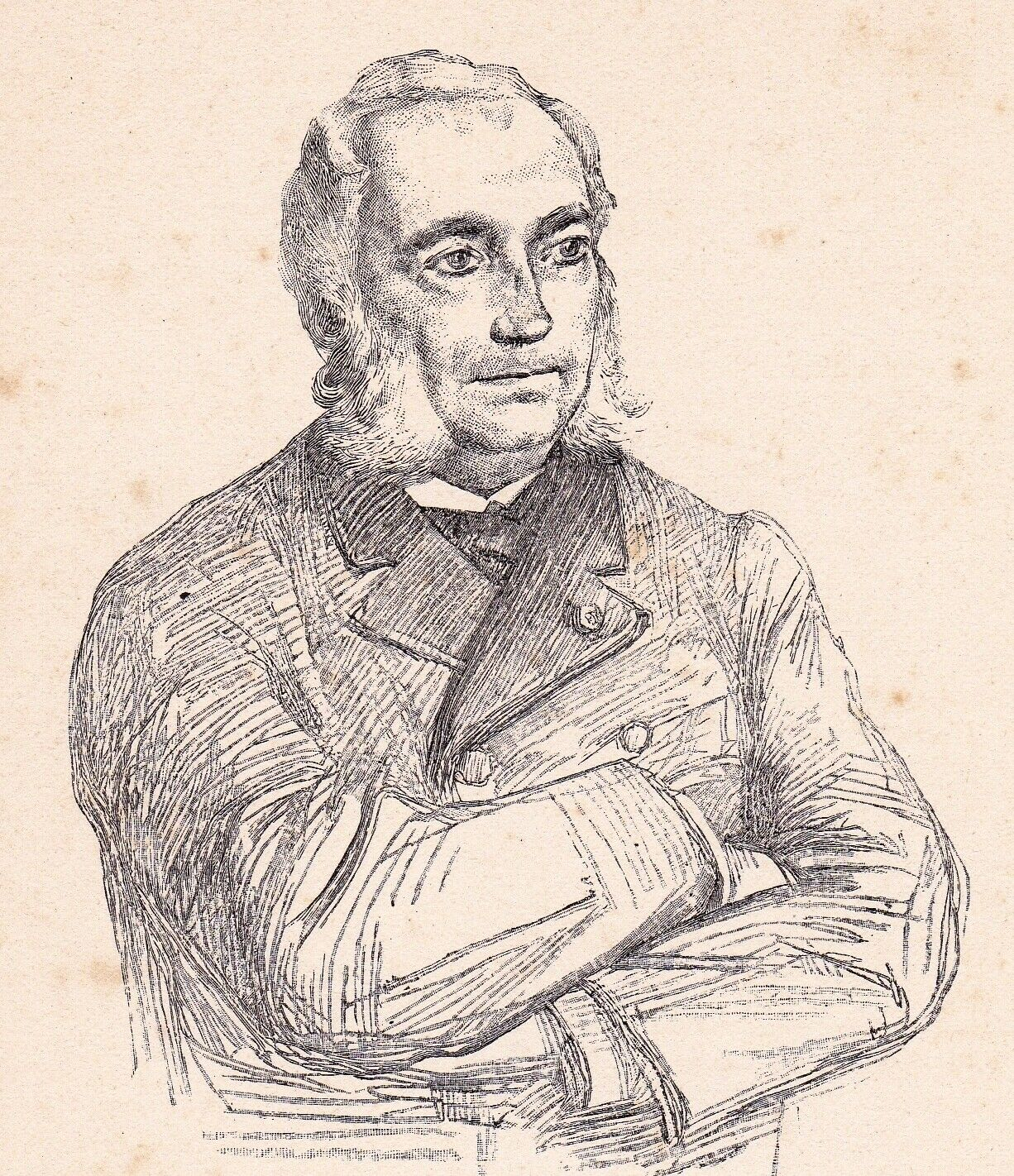
Albert Christophle

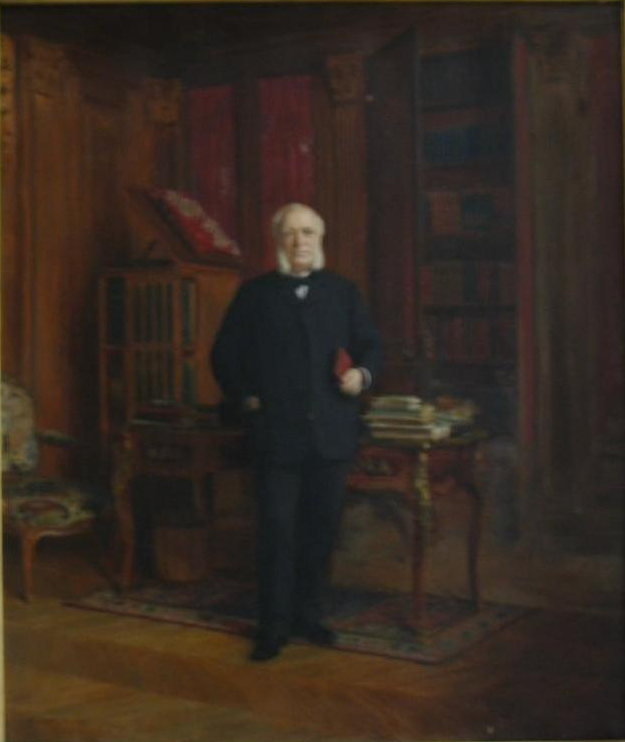
Portrait von Basile Lemeunier

Albert Christophle (* 13. Juli 1830 in Domfront; † 23. Januar 1904 in Paris) war ein französischer Jurist und Politiker während des Zweiten Kaiserreichs und der Dritten Republik.

## Leben
Albert Christophle wurde als Sohn von François-Alexandre Christophle, Rechtsanwalt und Bürgermeister von Domfront, und Françoise Legendre geboren. 1852 promovierte er an der juristischen Fakultät der Universität Caen, nachdem er vier Jahre als Anwalt in Caen gearbeitet hatte.
Er war ab 1856 Avocat au Conseil d’État et à la Cour de cassation (Rechtsanwalt beim Staatsrat und beim Kassationsgericht) und danach Präfekt des Départements Orne. Dort organisierte er die Verteidigung, trat jedoch am 28. Dezember aufgrund eines Dekrets, das die Auflösung der Generalräte verkündete und die Präfekten mit der Einsetzung von Départementsausschüssen beauftragte, zurück.
Er wurde 1871 zum Abgeordneten des Départements Orne in der Nationalversammlung gewählt und saß dort in der Mitte-Links-Fraktion, zu deren Vorsitzendem er ernannt wurde. Er unterstützte die Politik von Adolphe Thiers und half dabei, monarchistische Angriffe abzuwehren. Nach seiner Wiederwahl im Jahr 1876 trat er dem Kabinett Dufaure IV als Minister für öffentliche Arbeiten bei. Im Mai 1877 war er einer der 363 Abgeordneten, die sich gegen die Regierung de Broglie stellten.
Am 14. Oktober 1877 wurde er erneut zum Abgeordneten gewählt und 1878 zum Gouverneur der Crédit foncier de France ernannt, scheiterte jedoch bei den Senatswahlen 1882 und den Parlamentswahlen 1885.

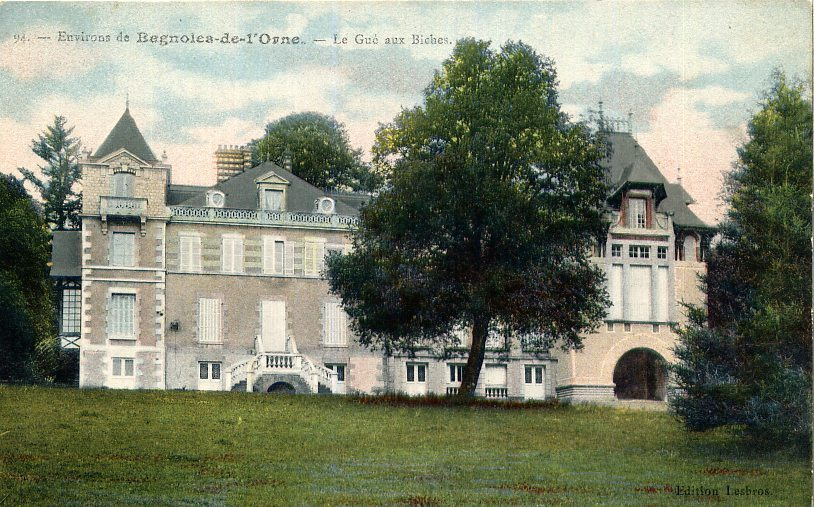
Das erste Schloss in Le Gué-aux-Biches, Wohnsitz von Albert Christophle.

Auf sein Betreiben hin wurde 1886 im Herzen des Waldes von Andaine eine Siedlung angelegt, die nach seinem Tod 1913 zur Gründung der Gemeinde Bagnoles-de-l’Orne führte. Im selben Wald besaß Albert Christophle das Schloss Le Gué-aux-Biches.
Albert Christophle wurde 1889 als Offizier der Ehrenlegion ausgezeichnet.

## Werke
Rechtsthemen
- De l’action en nullité ou en rescision qui appartient aux mineurs, Doktorarbeit, 1850, A. Hardel[3]
- Traité théorique et pratique des travaux publics, 1862, 2 Bände[4][5]
- La Solution loyale : renouvellement intégral, plébiscite, renouvellement partiel, 1872 Dentu[6]
- La Loi sur le régime des boissons, Chevalier-Marescq, 1901

Andere
- Une Élection municipale en 1738 : étude sur le droit municipal au XVIIIe siècle, Marescq (libr.), 1874[7]
  - Neuauflage 2024, Outlook Verlag, ISBN 978-3-38505-028-0[8]
- Robert et Isabelle : nouvelle imitée de la Reine de Navarre, Lemerre, 1898
- La Légende d’Arlette : chronique rimée, Paris, Lemerre, 1899
- Fables, Lemerre, 1902
- Un Trio de légendes : Robert et Isabelle, la légende d'Arlette, le vair palefroi, Lemerre, 1902
- La Rupture. Conte En Vers, 1904.